# ウォータージェット
ウォータージェット (water jet) とは、加圧された水を小さい穴などを通して得られる細い水流のこと。これを用いて切断などの加工を行うことを、ウォータージェット加工もしくはウォータージェット切断と称する。また、刃のように切断することから、ウォーターカッター (water cutter) とも称する。0.1mm-1mmほどのノズルから300MPaほどに加圧した水を噴射し切断加工を行う。ただし、「切る」というよりは「水流の当たった部分を吹き飛ばす」というほうが正しいイメージである。水流の速度は多くの場合が500-800m/sほどであるが、マッハ3に達する高速なものもある。水流の速度を落とし、金属面やガラス面についた汚れを落とすこともできる。

## 特徴
- 加工部に熱が加わらないので、熱に弱い物質の加工が可能である[2]。
- FRP（プリント基板）、紙、ゴムシートなどの軟質材、またその他の非金属材料に有効[要説明]である。
- 加工粉塵が空中に飛散せず容易に回収できるので、可燃性の、あるいは人体に有害な粉塵の出る材料の加工が安全に行える[2]。
- 流速を変えることで様々な用途に使える。切削だけでなく対象表面の汚れ落とし、ウォータージェットメスやデンタルフロスなどの医療用途にも用いられる。
- 消防活動にも用いられる。JR福知山線脱線事故の際、ガソリン漏れで気化ガスが充満していたため、引火を避ける目的や被害者の安全のためにバーナーやエンジンカッターなど火炎や火花が発生する救助資機材が使用できずに救助が難航したのを教訓に2007年に東京消防庁や特別高度救助隊(ハイパーレスキューなど)を置く政令指定都市の消防本部に配備された。
- 水は比較的管理がしやすいため、運用費を安くすることができる。
- ウォータージェット使用中に人体に対して事故が起きた場合、通常の切断などとは違った対処[要説明]が必要である。

## アブレシブジェット加工
水だけで加工するもの以外に、水に何らかの研磨材を添加して加工するものをアブレシブジェット加工という。
アブレシブジェットは、材料を選ばないところが大きな特徴である。鉄筋コンクリート、ガラス、鉄鋼などから、宝石、ダイヤモンドまでも切断可能である。また、複合材料の加工や厚い材料の加工も可能である。

## 問題点

### ウォータージェット加工（アクアジェット切断）
- 硬質材の加工には向いていない。
- 厚いものを加工すると、ノズルの先端から離れるにしたがって、加工精度が落ちる。
- 被加工物が濡れる。

### アブレシブジェット加工
- ランニングコストが高い[要説明]。
- 騒音がかなり大きい。（90dB(A)程度）
- 研磨剤の後処理に費用がかかる。
- カーフ幅が、0.7ｍｍ-1.5ｍｍと広い
- 被加工物が濡れる。